# 火の玉ジャイヴ
「火の玉ジャイヴ」（ひのたまジャイヴ）は、日本のバンド東京スカパラダイスオーケストラの17枚目のシングル。1999年5月12日発売。発売元はavex trax。

## 概要
- 青木達之が亡くなる前に参加した最後のシングル[1]。後に正式加入する加藤隆志がサポートギタリストとして全曲に参加。

## 収録曲
編曲：東京スカパラダイスオーケストラ
1. 火の玉ジャイヴ(3:51)
作曲：冷牟田竜之
2. 仁義なき戦いのテーマ(3:05)
作曲：津島利章
3. 荒野の誓い(4:00)
作曲：川上つよし
4. 情熱のイバラ(2:59)
作詞：岡村靖幸・辻睦詞（Oh! penelope）／作曲：林雅之／VOCAL：SILVA

## 収録アルバム
火の玉ジャイヴ
- 『Gunslingers -LIVE BEST-』（2001年3月14日）
- 『BEST OF TOKYO SKA 1998-2007』（2007年3月21日）
- 『The Last』（2015年3月4日）
- 『TOKYO SKA TREASURES 〜ベスト・オブ・東京スカパラダイスオーケストラ〜』（2020年3月18日）
- 『NO BORDER HITS 2025→2001 〜ベスト・オブ・東京スカパラダイスオーケストラ〜』（2025年3月19日） - ファンクラブ限定盤のみ収録。